# Hesede Skov
Hesede Skov är en skog i Danmark. Den ligger i den sydöstra delen av landet. Hesede Skov ligger på ön Sjælland. Kring skogen förekommer främst jordbruksmark.